# Tyemnyikovi járás
A Tyemnyikovi járás (oroszul Темниковский район, erza nyelven Чополтбуе, moksa nyelven Темникавонь аймак) Oroszország egyik járása Mordvinföldön. Székhelye Tyemnyikov.

## Népesség
- 1989-ben 26 782 lakosa volt.
- 2002-ben 21 172 lakosa volt, melynek 60,9%-a orosz, 30,1%-a mordvin, 7,8%-a tatár.
- 2010-ben 17 261 lakosa volt, melyből 7 991 orosz, 7 803 mordvin, 1 326 tatár.